# ランファーリー・シールド
ランファーリー・シールド（Ranfurly Shield）は、ニュージーランドで1904年から続くラグビーユニオンの国内大会。州代表チームどうしで、前回勝者と対戦し勝利することでトロフィー（盾＝シールド）を獲得できる、伝統の勝ち抜き戦である。NPC（ニュージーランド州代表選手権）で争われることが多い。

## 概要
対戦は、すでにトロフィーを持っているチーム側（Holder）のホームゲームに限る。
その試合にアウェーでチャレンジするチーム側が勝てば、トロフィーを奪取でき、新たなHolder（勝者）となる。逆の場合は、ホームチーム側（Holder）のトロフィー防衛成功となる。
1試合のみで決着するので、ニュージーランドの7月・8月を中心としたシーズン中、いくつものチームの間をトロフィーが渡っていくことがある。1950年に勝利トロフィーが5チームの間を移るなど、防衛失敗が続いてトロフィーが次々と渡っていくことを、「メリーゴーラウンド（Merry-go-round）」と比喩する。

### 下位大会チームも挑戦可能
強豪チームが長く勝利・防衛できる傾向にあるため、一般的には、NPC大会内で参加14チームによる対戦においてトロフィーが競われる。しかし、ランファーリー・シールドの対戦は下位大会（ハートランド選手権）の12チームであっても、単独直接対戦などで上位大会チームに挑戦できる。2009年と2011年において、下位大会のサウスランドが、上位大会のカンタベリーからトロフィー奪取を成功させ、複数回防衛にも成功している。

## トロフィー
トロフィー（Ranfurly Shield）は、木製の盾（シールド）の形。表面には金属のパネルと、勝利チーム名を刻む多くの金属バッジで飾られている。「Log o' Wood（ロゴウッド、「木の幹」などの意味）」という愛称でも呼ばれる。

### 初代トロフィー
当初、中央の金属部分にサッカーの絵が施されていたが、サッカーゴールをゴールポストにするなどの修正が行われた。その後、長年の使用を経て、補修が繰り返された。2012年にワイカトが勝利した際に、チーム名を刻む金属バッジがいっぱいになったため、古いバッジ部分を外して、空きを作った。100年以上使用した盾は傷みが大きくなり、初代の盾は2022年NPC大会までの使用となった。

### 二代目トロフィー
2023年のNPC大会では、新しい木材を使った二代目の盾が使われた。しかし2023年9月30日、勝利したホークス・ベイに盾が授与された際、直後の祝賀会でコンクリートの床に落ち、二つに割れてしまった。

### 三代目トロフィー
盾は、新しい英国産オーク材を使った三代目となり、2024年NPC大会から使用。二代目よりも軽量化されたという報道がなされた。

## 沿革
1901年、ニュージーランド総督の第5代ランファーリー伯爵は、ニュージーランドラグビー協会に盾（シールド）を贈呈した。協会は、これを大会の賞として使用することを決めた。
1902年、オークランド州代表チームが無敗記録を1897年から6シーズンにわたり無敗記録を続けたため、協会はオークランドに盾（シールド）を授与した。
1904年から、この盾（シールド）をトロフィーとして、ニュージーランド国内大会「ランファーリー・シールド（Ranfurly Shield）」を開始。初回でオークランドはウェリントンに敗れ、ウェリントンが盾（シールド）を奪取した。翌年1905年大会ではオークランドが奪還した。
1915年から1918年までの4年間は、第一次世界大戦により中止となった。
シールド保持最長記録は、サウスランドによる1938年から1947年までの「8年10か月23日」であるが、1939年9月から始まった第二次世界大戦のため、ランファーリー・シールドは1939年8月26日の対戦を最後に中断され、1946年8月3日に再開した。
1985年、カンタベリーから勝利したオークランドは、1993年にワイカトに敗れるまでの8年間で61回にわたり 盾（シールド）を守った。最多記録となっている（下表を参照）。
1993年9月1日に行われたオークランド対ノース・オタゴ戦は139-5でオークランドが勝利し、最多スコア、最大得点差を記録した。この試合でジョン・カーワンは8トライ40得点をあげ、最多トライ・最多得点の記録を得た。ジョン・カーワンは2007年から2011年まで日本代表ヘッドコーチを務めた人物。

## シールド保持履歴
出典：1904-09年、1910-19年、1920-29年、1930-39年、1946-49年、1950-59年、1960-69年、1970-79年、1980-89年、1990-99年、2000-09年、～2023年。年月日を含む出典は「備考」欄を参照。
|    | 州代表 チーム名          | シールドを 獲得した 年月日 | 勝利数 奪取＋防衛 | シールドを を失った 年月日 | 備考                                                                              |
| -- | ------------------------ | -------------------------- | ----------------- | -------------------------- | --------------------------------------------------------------------------------- |
| 1  | オークランド             | 1902年に授与               | 0                 | 1904年8月6日               | 初回で防衛できず、奪取された                                                      |
| 2  | ウェリントン             | 1904年8月6日               | 5                 | 1905年8月26日              | [ 31 ] [ 32 ]                                                                     |
| 3  | オークランド             | 1905年8月26日              | 24                | 1913年8月16日              | 8年にわたり、23回防衛                                                             |
| 4  | タラナキ                 | 1913年8月16日              | 7                 | 1914年9月19日              | [ 40 ] [ 41 ]                                                                     |
| 5  | ウェリントン             | 1914年9月19日              | 16                | 1920年9月15日              | 第一次世界大戦のため、 1915年から1918年まで休止                                   |
| 6  | サウスランド             | 1920年9月15日              | 2                 | 1921年9月10日              | [ 43 ] [ 44 ]                                                                     |
| 7  | ウェリントン             | 1921年9月10日              | 3                 | 1922年8月9日               | [ 44 ] [ 45 ]                                                                     |
| 8  | ホークス・ベイ           | 1922年8月9日               | 25                | 1927年6月3日               | [ 45 ] [ 46 ] [ 47 ] [ 48 ] [ 49 ] [ 50 ]                                         |
| 9  | ワイララパ               | 1927年6月3日               | 2                 | 1927年7月9日               | 現在のワイララパ・ブッシュ                                                        |
| 10 | マナウェヌア             | 1927年7月9日               | 3                 | 1927年9月7日               | 現在のマナワツとホロフェヌア・カピティ                                            |
| 11 | カンタベリー             | 1927年9月7日               | 2                 | 1928年7月18日              | [ 50 ] [ 51 ]                                                                     |
| 12 | ワイララパ               | 1928年7月18日              | 9                 | 1929年8月31日              | 現在のワイララパ・ブッシュ                                                        |
| 13 | サウスランド             | 1929年8月31日              | 4                 | 1930年9月3日               | [ 52 ] [ 53 ]                                                                     |
| 14 | ウェリントン             | 1930年9月3日               | 2                 | 1931年8月22日              | [ 53 ] [ 54 ]                                                                     |
| 15 | カンタベリー             | 1931年8月22日              | 16                | 1934年7月21日              | [ 54 ] [ 55 ] [ 56 ] [ 57 ]                                                       |
| 16 | ホークス・ベイ           | 1934年7月21日              | 3                 | 1934年9月8日               | [ 57 ]                                                                            |
| 17 | オークランド             | 1934年9月8日               | 2                 | 1935年8月10日              | [ 57 ] [ 58 ]                                                                     |
| 18 | カンタベリー             | 1935年8月10日              | 6                 | 1935年9月21日              | [ 58 ]                                                                            |
| 19 | オタゴ                   | 1935年9月21日              | 9                 | 1937年7月31日              | [ 58 ] [ 59 ] [ 60 ]                                                              |
| 20 | サウスランド             | 1937年7月31日              | 1                 | 1938年7月30日              | 防衛できず                                                                        |
| 21 | オタゴ                   | 1938年7月30日              | 6                 | 1938年9月10日              | [ 61 ]                                                                            |
| 22 | サウスランド             | 1938年9月10日              | 12                | 1947年8月2日               | 第二次世界大戦のため、 1939年9月から1945年まで休止                                |
| 23 | オタゴ                   | 1947年8月2日               | 19                | 1950年8月16日              | [ 64 ] [ 65 ] [ 66 ] [ 67 ]                                                       |
| 24 | カンタベリー             | 1950年8月16日              | 1                 | 1950年9月2日               | 防衛できず                                                                        |
| 25 | ワイララパ               | 1950年9月2日               | 1                 | 1950年9月16日              | 防衛できず 現在のワイララパ・ブッシュ                                             |
| 26 | サウスカンタベリー       | 1950年9月16日              | 1                 | 1950年9月30日              | 防衛できず                                                                        |
| 27 | ノースオークランド       | 1950年9月30日              | 3                 | 1951年8月18日              | ノースオークランドは、現在のノースランド                                          |
|    | 州代表 チーム名          | シールドを 獲得した 年月日 | 勝利数 奪取＋防衛 | シールドを を失った 年月日 | 備考                                                                              |
| 28 | ワイカト                 | 1951年8月18日              | 7                 | 1952年8月9日               | [ 69 ] [ 70 ]                                                                     |
| 29 | オークランド             | 1952年8月9日               | 1                 | 1952年8月23日              | 防衛できず                                                                        |
| 30 | ワイカト                 | 1952年8月23日              | 7                 | 1953年8月1日               | [ 70 ] [ 71 ]                                                                     |
| 31 | ウェリントン             | 1953年8月1日               | 6                 | 1953年9月19日              | [ 71 ]                                                                            |
| 32 | カンタベリー             | 1953年9月19日              | 24                | 1956年9月22日              | [ 71 ] [ 72 ] [ 73 ] [ 74 ] [ 75 ]                                                |
| 33 | ウェリントン             | 1956年9月22日              | 5                 | 1957年8月24日              | [ 75 ] [ 74 ] [ 76 ]                                                              |
| 34 | オタゴ                   | 1957年8月24日              | 2                 | 1957年9月28日              | [ 76 ]                                                                            |
| 35 | タラナキ                 | 1957年9月28日              | 14                | 1959年9月28日              | [ 76 ] [ 77 ] [ 78 ] [ 79 ]                                                       |
| 36 | サウスランド             | 1959年9月28日              | 1                 | 1959年9月23日              | 防衛できず                                                                        |
| 37 | オークランド             | 1959年9月23日              | 3                 | 1960年8月20日              | [ 79 ] [ 80 ]                                                                     |
| 38 | ノースオークランド       | 1960年8月20日              | 2                 | 1960年8月31日              | ノースオークランドは、現在のノースランド                                          |
| 39 | オークランド             | 1960年8月31日              | 26                | 1963年8月31日              | [ 80 ]                                                                            |
| 40 | ウェリントン             | 1963年8月31日              | 1                 | 1963年9月7日               | 防衛できず                                                                        |
| 41 | タラナキ                 | 1963年9月7日               | 16                | 1965年9月11日              |                                                                                   |
| 42 | オークランド             | 1965年9月11日              | 4                 | 1966年8月27日              |                                                                                   |
| 43 | ワイカト                 | 1966年8月27日              | 1                 | 1966年9月24日              | 防衛できず                                                                        |
| 44 | ホークス・ベイ           | 1966年9月24日              | 22                | 1969年9月27日              |                                                                                   |
| 45 | カンタベリー             | 1969年9月27日              | 10                | 1971年8月28日              |                                                                                   |
| 46 | オークランド             | 1971年8月28日              | 2                 | 1971年9月18日              |                                                                                   |
| 47 | ノースオークランド       | 1971年9月18日              | 7                 | 1972年8月26日              | ノースオークランドは、現在のノースランド                                          |
| 48 | オークランド             | 1972年8月26日              | 1                 | 1972年9月5日               | 防衛できず                                                                        |
| 49 | カンタベリー             | 1972年9月5日               | 3                 | 1973年7月28日              |                                                                                   |
| 50 | マールボロ               | 1973年7月28日              | 7                 | 1974年8月17日              | マールボロは、現在のタスマン                                                      |
| 51 | サウスカンタベリー       | 1974年8月17日              | 2                 | 1974年9月3日               |                                                                                   |
| 52 | ウェリントン             | 1974年9月3日               | 2                 | 1974年9月21日              |                                                                                   |
| 53 | オークランド             | 1974年9月21日              | 11                | 1976年8月12日              | 1976年、NPC始まる                                                                 |

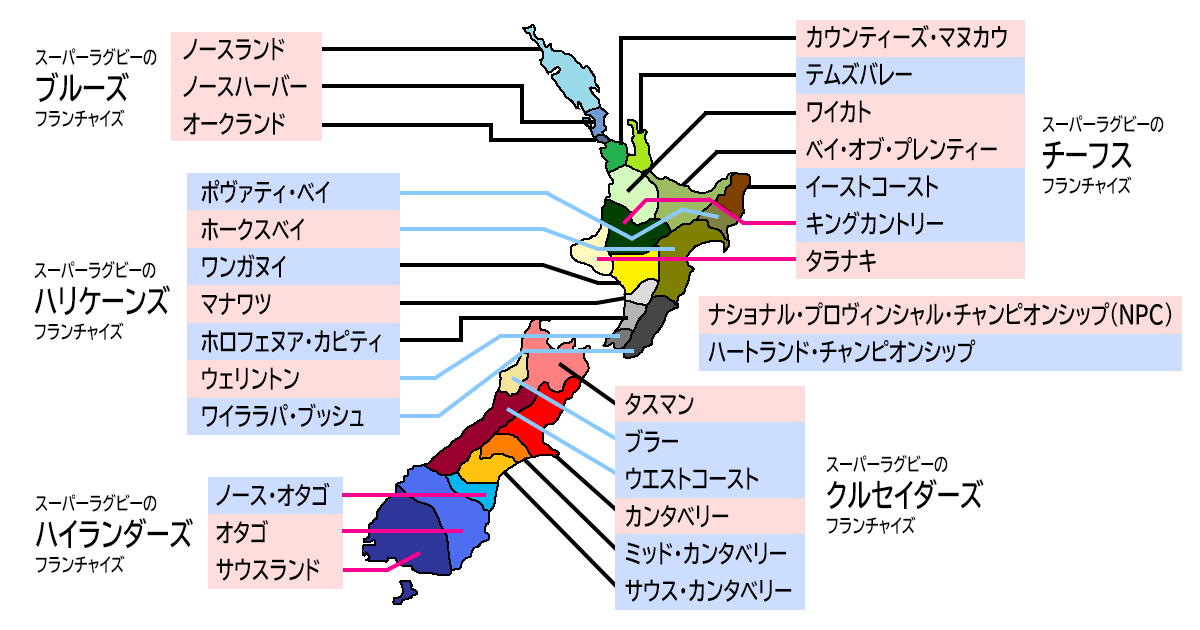
26地域協会のチームと、出場大会（2006年以降）

|    | 州代表 チーム名          | シールドを 獲得した 年月日 | 勝利数 奪取＋防衛 | シールドを を失った 年月日 | 備考                                                                              |
| 54 | マナワツ                 | 1976年8月12日              | 14                | 1978年9月12日              |                                                                                   |
| 55 | ノースオークランド       | 1978年9月12日              | 6                 | 1979年9月22日              | ノースオークランドは、現在のノースランド                                          |
| 56 | オークランド             | 1979年9月22日              | 7                 | 1980年9月7日               |                                                                                   |
| 57 | ワイカト                 | 1980年9月7日               | 9                 | 1981年9月30日              |                                                                                   |
| 58 | ウェリントン             | 1981年9月30日              | 5                 | 1982年9月18日              |                                                                                   |
| 59 | カンタベリー             | 1982年9月18日              | 26                | 1985年9月14日              |                                                                                   |
| 60 | オークランド             | 1985年9月14日              | 62                | 1993年9月18日              | 8年にわたり61回防衛し、最多記録となる。 1993年9月1日にオタゴ戦で139-5を記録した。 |
| 61 | ワイカト                 | 1993年9月18日              | 6                 | 1994年9月3日               |                                                                                   |
| 62 | カンタベリー             | 1994年9月3日               | 10                | 1995年9月23日              |                                                                                   |
| 63 | オークランド             | 1995年9月23日              | 4                 | 1996年8月24日              |                                                                                   |
| 64 | タラナキ                 | 1996年8月24日              | 2                 | 1996年9月8日               |                                                                                   |
| 65 | ワイカト                 | 1996年9月8日               | 2                 | 1996年10月4日              |                                                                                   |
| 66 | オークランド             | 1996年10月4日              | 7                 | 1997年10月4日              |                                                                                   |
| 67 | ワイカト                 | 1997年10月4日              | 22                | 2000年9月23日              |                                                                                   |
| 68 | カンタベリー             | 2000年9月23日              | 24                | 2003年10月11日             |                                                                                   |
| 69 | オークランド             | 2003年10月11日             | 5                 | 2004年8月15日              |                                                                                   |
| 70 | ベイ・オブ・プレンティ   | 2004年8月15日              | 2                 | 2004年9月5日               |                                                                                   |
| 71 | カンタベリー             | 2004年9月5日               | 15                | 2006年9月24日              | 2006年、NPCが14チーム体制に                                                       |
|    | 州代表 チーム名          | シールドを 獲得した 年月日 | 勝利数 奪取＋防衛 | シールドを を失った 年月日 | 備考                                                                              |
| 72 | ノースハーバー           | 2006年9月24日              | 4                 | 2007年8月25日              |                                                                                   |
| 73 | ワイカト                 | 2007年8月25日              | 1                 | 2007年9月1日               | 防衛できず                                                                        |
| 74 | カンタベリー             | 2007年9月1日               | 2                 | 2007年9月29日              |                                                                                   |
| 75 | オークランド             | 2007年9月29日              | 6                 | 2008年9月20日              |                                                                                   |
| 76 | ウェリントン             | 2008年9月20日              | 6                 | 2009年8月29日              |                                                                                   |
| 77 | カンタベリー             | 2009年8月29日              | 5                 | 2009年10月22日             |                                                                                   |
| 78 | サウスランド             | 2009年10月22日             | 7                 | 2010年10月9日              | 下位大会のサウスランドが奪取                                                      |
| 79 | カンタベリー             | 2010年10月9日              | 3                 | 2011年7月23日              |                                                                                   |
| 80 | サウスランド             | 2011年7月23日              | 3                 | 2011年8月24日              | 下位大会のサウスランドが再び奪取                                                  |
| 81 | タラナキ                 | 2011年8月24日              | 8                 | 2012年10月3日              |                                                                                   |
| 82 | ワイカト                 | 2012年10月3日              | 5                 | 2013年8月23日              |                                                                                   |
| 83 | オタゴ                   | 2013年8月23日              | 1                 | 2013年9月1日               | 防衛できず                                                                        |
| 84 | ホークス・ベイ           | 2013年9月1日               | 1                 | 2013年9月7日               | 防衛できず                                                                        |
| 85 | カウンティーズ・マヌカウ | 2013年9月7日               | 7                 | 2014年8月30日              |                                                                                   |
| 86 | ホークス・ベイ           | 2014年8月30日              | 12                | 2015年10月9日              |                                                                                   |
| 87 | ワイカト                 | 2015年10月9日              | 6                 | 2016年9月28日              |                                                                                   |
| 88 | カンタベリー             | 2016年9月28日              | 6                 | 2017年10月6日              |                                                                                   |
| 89 | タラナキ                 | 2017年10月6日              | 5                 | 2018年9月9日               |                                                                                   |
| 90 | ワイカト                 | 2018年9月9日               | 5                 | 2018年10月13日             |                                                                                   |
| 91 | オタゴ                   | 2018年10月13日             | 2                 | 2019年10月5日              |                                                                                   |
| 92 | カンタベリー             | 2020年9月19日              | 2                 | 2020年9月19日              |                                                                                   |
| 93 | タラナキ                 | 2020年9月19日              | 1                 | 2020年9月27日              | 防衛できず                                                                        |
| 94 | オタゴ                   | 2020年9月27日              | 1                 | 2020年10月4日              | 防衛できず                                                                        |
| 95 | ホークス・ベイ           | 2020年10月4日              | 14                | 2022年9月17日              |                                                                                   |
| 96 | ウェリントン             | 2022年9月17日              | 7                 | 2023年9月30日              | 2023年から二代目トロフィーとなる                                                  |
| 97 | ホークス・ベイ           | 2023年9月30日              | 4                 | 2024年9月7日               | 二代目トロフィーを2023年9月30日に破損 2024年から三代目トロフィーとなる            |
| 98 | タスマン                 | 2024年9月7日               | 2                 | 2024年10月6日              | [ 82 ]                                                                            |
| 99 | タラナキ                 | 2024年10月6日              | 4                 |                            | [ 83 ] [ 84 ] [ 85 ] [ 86 ]                                                       |
|    | 州代表 チーム名          | シールドを 獲得した 年月日 | 勝利数 奪取＋防衛 | シールドを を失った 年月日 | 備考                                                                              |

2025年8月9日現在。